# Валашек, Евгений Рудольфович
Евгений Рудольфович Вала́шек (1908 — 2002) — советский инженер. Сын музыканта Рудольфа Валашека.

## Биография
В 1935 года участник проектирования завода «Акрихин».
С 1946 года главный инженер треста по проектированию предприятий медицинской промышленности «Союзмедпромпроект», в 1951 году переименованного в Государственный проектный институт по проектированию медицинской промышленности «Гипромедпром» Министерства медицинской промышленности СССР.
Одновременно преподавал в МИТХТ имени М. В. Ломоносова на кафедре химии и технологии биологически активных соединений, читал курс «Проектирование».
Кандидат технических наук (1968), тема диссертации «Исследования в области аппаратурно-технологического оформления некоторых впервые созданных производств физиологически активных веществ».
Умер в 2002 году в Москве.
Соавтор книги: Сушка в химико-фармацевтической промышленности Л. Г. Голубев, Б. С. Сажин, Е. Р. Валашек. М.: Изд-во Медицина, 1978 г. 272 стр.

## Награды и премии
- Сталинская премия второй степени (1950) — за разработку и внедрение в промышленность метода получения медицинского препарата (пенициллина).